# Xavier Novell Gomá
Xavier Novell Gomá (ur. 20 kwietnia 1969 w Ossó de Sió) – były hiszpański duchowny katolicki, biskup diecezjalny Solsony w latach 2010–2021.

## Życiorys
Jest z wykształcenia inżynierem rolnikiem, studia ukończył na Uniwersytecie w Lleidzie.

### Prezbiterat
Święcenia kapłańskie otrzymał 6 lipca 1997 i został inkardynowany do diecezji Solsona. Po kilkuletnim stażu wikariuszowskim został sekretarzem biskupim, a w 2005 objął funkcję wikariusza generalnego ds. ekonomicznych. Był także wykładowcą w instytucie w Lleidzie oraz na Wydziale Teologicznym Katalonii.

### Episkopat
3 listopada 2010 papież Benedykt XVI mianował go biskupem ordynariuszem diecezji Solsona. Sakry biskupiej udzielił mu 12 grudnia 2010 sekretarz Kongregacji Nauki Wiary – abp Luis Ladaria Ferrer. 23 sierpnia 2021 papież Franciszek przyjął jego rezygnację z funkcji biskupa Solsony. Biskup porzucił stan kapłański i związał się z autorką satanistycznej literatury erotycznej Silvią Caballol. 22 listopada 2021 zawarł cywilny związek małżeński, czym zaciągnął na siebie karę suspensy. W kwietniu 2024 wziął z wybranką także ślub kościelny, dzięki dyspensie udzielonej przez papieża Franciszka. Od tego czasu nie należy do stanu duchownego.